# Thiên đường tình yêu
Thiên đường tình yêu (tiếng Hàn: 하늘이시여; Romaja: Haneuliseyeo) là một bộ phim truyền hình Hàn Quốc với sự tham gia của diễn viên Yoon Jung-hee, Lee Tae-gon, Jo Yeon-woo, Lee Soo-kyung và Wang Bit-na. Phim chiếu trên SBS từ 10 tháng 9 năm 2005 đến 2 tháng 7 năm 2006 vào mỗi thứ 7 và chủ nhật lúc 20:45 gồm 85 tập. Phim phát sóng tại Việt Nam trên kênh VTV3 vào tháng 10 năm 2007.

## Phân vai
- Yoon Jung-hee vai Lee Ja-kyung[2]
- Lee Tae-gon vai Gu Wang-mo

Gia đình họ Gu
- Han Hye-sook vai Ji Young-sun
- Lee Soo-kyung vai Gu Seul-ah
- Jung Hye-sun vai Hwang Maria

Gia đình họ Kang
- Wang Bit-na vai Kang Ye-ri
- Kang Ji-seob vao Kang Lee-ri
- Hyun Suk vai Kang Dong-choon (ba)
- Lee Bo-hee vai Kim Mi-hyang (mẹ)
- Park Hae-mi vai Kim Bae-deuk (aunt, Mi-hyang's sister)[3]

Gia đình họ Lee
- Im Chae-moo vai Lee Hong-pa
- Ban Hyo-jung vai Mo Ran-shil
- Kim Young-ran vai Bong Eun-ji

#### Diễn viên khác
- Cho Yeon-woo trong vai Kim Cheong-ha (diễn viên)
- Geum Dan-bi trong vai Mun-ok (Ja-kyung's friend)
- Lee Sook trong vai Bae-deuk's friend
- Lee Dae-ro trong vai Bae-deuk's dancing partner

## Giải thưởng
2006 SBS Drama Awards
- Grand Prize (Daesang): Han Hye-sook[4]
- New Star Award: Yoon Jung-hee
- New Star Award: Kang Ji-seob
- Top 10 Stars: Han Hye-sook